# Mariä Unbefleckte Empfängnis (Neubeuern)

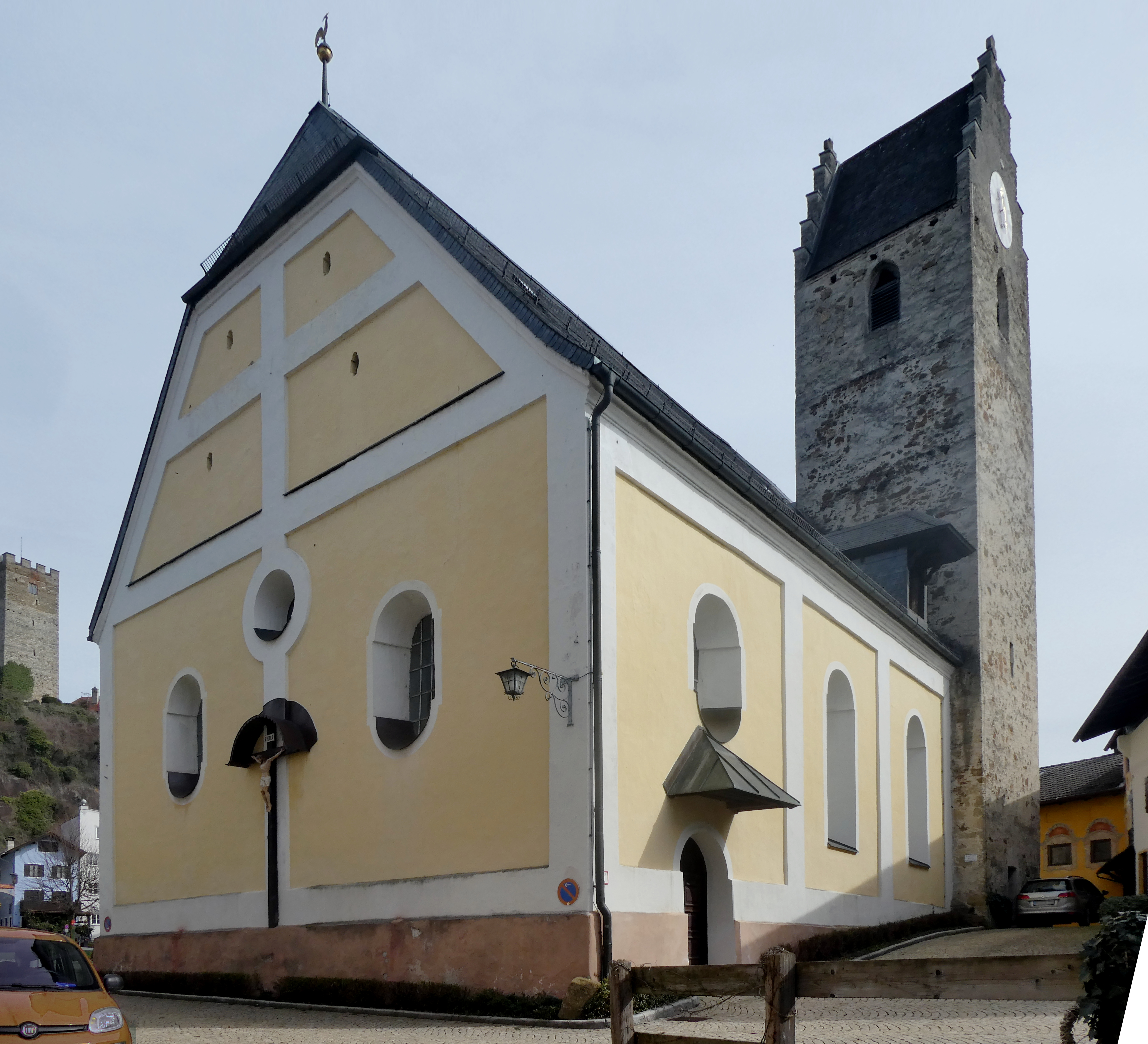
Mariä Unbefleckte Empfängnis in Neubeuern

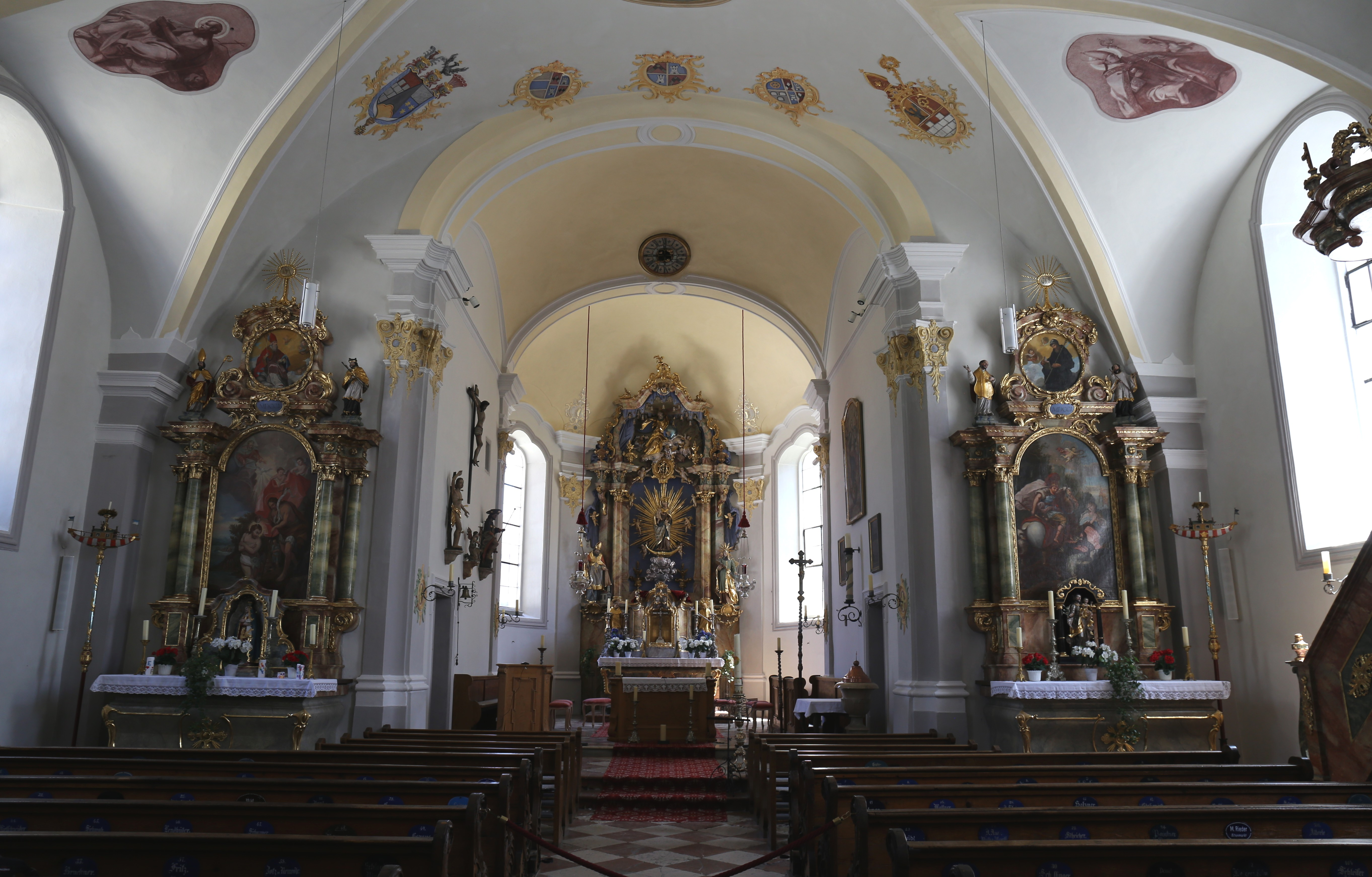
Innenansicht

Die römisch-katholische Pfarrkirche Mariä Unbefleckte Empfängnis steht in Neubeuern, einem Markt im oberbayerischen Landkreis Rosenheim. Sie ist in der Liste der Baudenkmäler in Neubeuern unter der Nr. D-1-87-154-2 eingetragen. Die Kirche gehört zum Dekanat Rosenheim im Erzbistum München und Freising.

## Beschreibung
Das dreijochige Langhaus der Saalkirche wurde 1636/37 an den spätgotischen Chor mit dem Chorflankenturm aus geschlämmten Bruchsteinen an der seiner Südwand angebaut. Die im Kern aus dem 13. Jahrhundert stammenden Ostteile der Kirche wurden im 15. Jahrhundert erhöht. 1672 und erneut 1722 fanden barocke Umgestaltungen statt. Der Chor erhielt seine heutige Gestalt mit halbrundem Abschluss im Zuge einer 1775/76 nach Plänen von Vitus Antretter durchgeführten Erneuerung. Der Turm ist mit einem quer angeordneten Satteldach zwischen Staffelgiebeln bedeckt. Die Sakristei und das im Obergeschoss liegende Oratorium befinden sich an der Nordwand des Chors.
Der Innenraum des Langhauses ist mit einem Stichkappengewölbe überspannt, der des Chors mit einer Flachkuppel. Der Hochaltar ist ein 1776 geschaffenes Werk von Joseph Götsch. Er wird von den Skulpturen des Wolfgang von Regensburg und der heiligen Anna flankiert. Im Zentrum des Altarretabels steht eine Mondsichelmadonna. Die Kanzel stammt ebenfalls von Joseph Götsch. An ihrer Brüstung befinden sich Gemälde über die vier Evangelisten und vom Guten Hirten. Die zweimanualige Brüstungsorgel wurde 1986 von der Firma Klais gefertigt.